# اچ‌ام‌اس تتیس (ان۲۵)
اچ‌ام‌اس تتیس (ان۲۵) (به انگلیسی: HMS Thetis (N25)) یک زیردریایی بود که طول آن ۲۷۵ فوت (۸۴ متر) بود. این زیردریایی در سال ۱۹۳۸ ساخته شد.